# 薛剣
薛 剣（せつ けん、簡体字中国語: 薛剑、拼音: Xuē Jiàn、1968年7月 - ）は、中華人民共和国の外交官。江蘇省淮安市漣水県出身。駐日大使館での在外勤務や北京の本省勤務を経て、2021年6月より在大阪総領事。

## 学歴
- 1988年 - 1992年: 北京外国語学院日本学部[1][2]

## 経歴
- 1992年 - 1995年: 外交部アジア局 職員、アタッシェ[1][2]
- 1995年 - 1999年: 駐日大使館 アタッシェ、三等書記官[1][2]
- 1999年 - 2006年: 外交部アジア局 三等書記官、二等書記官、副課長[1][2]
- 2006年 - 2012年: 駐日大使館 一等書記官、参事官[1][2]
- 2012年 - 2014年: 外交部アジア局 参事官兼課長[1][2]
- 2014年 - 2018年: 駐日大使館 公使参事官[1][2]
- 2018年 - 2019年: 外交部アジア局 参事官[1][2]
- 2019年 - 2021年: 外交部アジア局 副局長[1][2]
- 2021年 - （現職）: 在大阪総領事[1][2]

## 在大阪総領事として
2021年6月29日、在大阪総領事として着任。薛が総領事に着任して間もない7月6日、神戸市と大連市の間で「連携・協力に関する覚書」の調印式がオンラインで開催され、神戸市から久元喜造神戸市長と安達和彦自由民主党神戸市会議員団団長が、大連市から陳紹旺市長と方鉄林副市長が出席したのに加えて、日本の等々力研在大連領事事務所長および中国の薛剣在大阪総領事も出席した。7月中旬以降、薛総領事は大阪華僑総会や大阪府議会に出向いて着任挨拶を行っている。
薛は総領事としてX（旧ツイッター）の個人アカウントを運用しており、一貫して対米批判と日中友好について発信している。
2024年10月25日、「全国どこからでも、比例代表の投票用紙には『れいわ』とお書きください」とXに投稿し、第50回衆議院議員選挙でれいわ新選組への投票を呼びかけた。日本政府の要請により、投稿は削除された。衆議院議員の松原仁は、質問主意書で「接受国の国内問題に介入しない義務を有する」というウィーン条約に反するかを尋ねたが、外務省は「一概にお答えすることは困難」と回答した。
琉球独立運動を中国が支援する可能性については、「内政干渉はお互いに慎重になるべき」と述べた。